# Keep Company (musikalbum)
Keep Company är ett studioalbum av Theodor Jensen och Titiyo, utgivet under namnet Keep Company 2010.

## Låtlista[1]
Där inte annat anges är låtarna skrivna av Theodor Jensen.
1. "First Line"
2. "My Love Confessed"
3. "Your Hands in Mine"
4. "I Awake"
5. "Side by Side"
6. "Sweep Away"
7. "It Cannot Go Wrong"
8. "See See"
9. "Bjorn" (Björn Olsson, Jensen)

## Mottagande
Skivan snittar på 3,4/5 på Kritiker.se, baserat på arton recensioner.

## Listplaceringar
| Lista (2011) | Topplacering |
| ------------ | ------------ |
| Sverige      | 35           |